# Arthur de Beauplan
Arthur de Beauplan, cuyo nombre completo era Victor Arthur Rousseau de Beauplan (París, 20 de junio de 1823-ibídem, 11 de mayo de 1890), fue un escritor, dramaturgo y libretista francés.

## Biografía
Hijo del también escritor Amédée de Beauplan, escribió varias vaudevilles y libretos para óperas cómicas, en colaboración con Adolphe de Leuven y Léon Lévy Brunswick.
Fue nombrado caballero de la Orden de la Legión de Honor en 1858. Diez años más tarde, lo designaron comisario imperial del Théâtre de l'Odeon y más tarde también del Conservatorio de París. Se convirtió en subdirector de la Academia de Bellas Artes en 1871.

### Citas
1. ↑  Arthur de Beauplan (1823-1890). Biblioteca Nacional de Francia. Consultado el 26 de julio de 2018.